# Українська баскетбольна суперліга 2020—2021
Українська баскетбольна суперліга 2020—2021 — 30-й сезон української баскетбольної суперліги, який розпочався 7 вересня 2020 року і закінчився 14 червня 2021 року. Переможцем став БК Прометей, а друге місце зайняв БК Запоріжжя.

## Регламент змагань
У чемпіонаті беруть участь 11 команд.
Змагання проводяться у 4 кола за круговою системою.
Команди які посіли з 1 по 8 місця виходять до раунду плей-оф.
Раунд плей-оф поділяється на 3 стадії: 1/4 фіналу, 1/2 фіналу і фінал.
Команда вигравала у стадії плей-оф, якщо здобувала 3 перемоги.
Команді, що посіла перше місце серед команд Дивізіону "А" (Суперліги) за  підсумками регулярного сезону,  присвоюють звання "Чемпіон регулярного  чемпіонату України". Команді, що посіла перше місце серед  команд Дивізіону "А" (Суперліги) за підсумками ігор плей-оф, присвоюють  звання "Чемпіон України".

## Учасники
| Команда             | Місто      | Місце в Суперлізі 2019/2020 |
| ------------------- | ---------- | --------------------------- |
| «Будівельник»       | Київ       | 1 (вища ліга, група А)      |
| «Дніпро»            | Дніпро     | 1                           |
| «БК Запоріжжя»      | Запоріжжя  | 8                           |
| «Київ-Баскет»       | Київ       | 2                           |
| «МБК Миколаїв»      | Миколаїв   | 7                           |
| «БК Одеса»          | Одеса      | 5                           |
| «БК Прометей»       | Кам'янське | 3                           |
| «Тернопіль ТНЕУ»    | Тернопіль  | 1 (вища ліга, група Б)      |
| «Харківські Соколи» | Харків     | 9                           |
| «Хімік»             | Южне       | 4                           |
| «Черкаські мавпи»   | Черкаси    | 6                           |

## Турнірна таблиця
| М  | Команда             | Ігри | Перемоги | Поразки |
| -- | ------------------- | ---- | -------- | ------- |
| 1  | «Київ-Баскет»       | 40   | 30       | 10      |
| 2  | «Дніпро»            | 40   | 28       | 12      |
| 3  | «БК Прометей»       | 40   | 27       | 13      |
| 4  | «БК Запоріжжя»      | 40   | 26       | 14      |
| 5  | «Тернопіль ТНЕУ»    | 40   | 24       | 16      |
| 6  | «Хімік»             | 40   | 23       | 17      |
| 7  | «Будівельник»       | 40   | 22       | 18      |
| 8  | «Черкаські мавпи»   | 40   | 15       | 25      |
| 9  | «БК Одеса»          | 40   | 9        | 31      |
| 10 | «Харківські Соколи» | 40   | 9        | 31      |
| 11 | «МБК Миколаїв»      | 40   | 7        | 33      |

## Плей-оф

### 1/4 фіналу
| Команда 1      | Рахунок | Команда 2         | 1       | 2       | 3       | 4       | 5        |
| -------------- | ------- | ----------------- | ------- | ------- | ------- | ------- | -------- |
| «Дніпро»       | 3 - 2   | «Будівельник»     | 68 - 76 | 80 - 84 | 81 - 72 | 78 - 76 | 107 - 84 |
| «БК Прометей»  | 3 - 0   | «Хімік»           | 82 - 69 | 91 - 79 | 81 - 63 |         |          |
| «Київ-Баскет»  | 3 - 0   | «Черкаські мавпи» | 91 - 71 | 76 - 69 | 78 - 76 |         |          |
| «БК Запоріжжя» | 3 - 0   | «Тернопіль ТНЕУ»  | 83 - 69 | 74 -70  | 75 - 68 |         |          |

### 1/2 фіналу
| Команда 1     | Рахунок | Команда 2      | 1       | 2       | 3       | 4       | 5       |
| ------------- | ------- | -------------- | ------- | ------- | ------- | ------- | ------- |
| «Дніпро»      | 1 - 3   | «БК Прометей»  | 72 - 63 | 85 - 98 | 53 - 89 | 79 - 86 |         |
| «Київ-Баскет» | 2 - 3   | «БК Запоріжжя» | 77 - 53 | 66 - 74 | 91 - 83 | 62 - 83 | 66 - 92 |

### Фінал
| Команда 1     | Рахунок | Команда 2      | 1       | 2       | 3       |
| ------------- | ------- | -------------- | ------- | ------- | ------- |
| «БК Прометей» | 3 - 0   | «БК Запоріжжя» | 85 - 57 | 79 - 54 | 88 - 83 |